# 贾拉塔纳
贾拉塔纳（義大利語：Giarratana），是意大利拉古萨省的一个市镇。总面积43.47平方公里，人口3200人，人口密度73.6人/平方公里（2009年）。ISTAT代码为088004。